# Task Force Fox
Task Force Fox (TFF) of Operatie Amber Fox was een NAVO-vredesmacht, op uitnodiging van de regering van de voormalige Joegoslavische republiek Macedonië (FYROM, Former Yougoslavic Republic Of Macadonia) en had als doel het beschermen van internationale waarnemers die toezicht hielden op de tenuitvoerlegging van het vredesplan in de vroegere Joegoslavische republiek. De missie liep van 27 september 2001 tot 15 december 2002.
Task Force Fox was een vervolg op Task Force Harvest (TFH) die met succes de ontwapening van de bewapende milities had verzorgd en hiermee de basis legde voor een vreedzame oplossing van de crisis in Macedonië. De Organisatie voor Veiligheid en Samenwerking in Europa (OVSE/OCSE) was met meerdere Field Liasion Teams (FLT's) aanwezig in vooral het noorden en (noord)westen van Macedonië. Officieel hoorden deze beschermd te worden door de politie, maar omdat het vertrouwen daarin niet gegarandeerd kon worden leverde de NAVO zelf veiligheidstroepen, Extraction Forces genaamd.
Nadat Duitsland als Lead Nation optrad en vanaf het begin de leiding had, nam Nederland op 26 juni 2002 het bevel over en kwam het onder militaire leiding van de Nederlandse brigadegeneraal Harm de Jonge. Gedurende de missie waren ruim driehonderd Nederlandse militairen van alle vier de krijgsmachtdelen in Macedonië geplaatst.
Task Force Fox was de eerste missie in de geschiedenis van de NAVO die volledig als succes afgesloten kon worden.